# José Domingo Díaz
José Domingo Díaz Argote (Caracas, 3 de agosto de 1772 - Madrid, 1834), fue un médico, periodista, cronista, historiador y político venezolano defensor de la causa realista y detractor de Simón Bolívar. 

## Biografía
Hijo expósito, le criaron los sacerdotes Domingo y Juan Antonio Díaz Argote, que le dieron su apellido.
Estudió en la Universidad de Caracas, donde obtuvo la licenciatura en filosofía en 1788. Luego cursó estudios de medicina hasta obtener su licenciatura como médico cirujano en 1794 y su doctorado el 12 de abril de 1795. Una vez graduado, fue nombrado médico del Real Hospital y del hospital San Pablo. En 1803 traduce un trabajo sobre la calentura biliosa o fiebre amarilla de Benjamín Rush. En 1804 formó parte de la Junta Central de la Vacuna de la que fue secretario; en este cargo hizo un gran esfuerzo, junto con su condiscípulo Vicente Salias, para lograr la vacunación masiva contra la viruela conforme a las indicaciones de Francisco Javier Balmis. 
Más tarde, se trasladó a España con el fin de perfeccionar sus conocimientos de medicina; en la metrópoli la Junta Central de Gobierno del Reino le confirió el cargo de inspector general de los hospitales de Caracas; sin embargo, a su regreso a Venezuela el 26 de abril de 1810, la Junta Suprema de Caracas, no reconoció su nombramiento. Se había hecho famoso por su actitud contraria a la independencia de Venezuela. Entre 1810 y 1811 redactó junto con Miguel José Sanz, el Semanario de Caracas. 
Tras el triunfo del realista Domingo de Monteverde en 1812, éste le nombró inspector de los hospitales de Caracas y director de La Gazeta de Caracas. Con la llegada de Bolívar y la Campaña Admirable en 1813, abandonó Venezuela y se refugió en Curaçao (1813-1814), donde escribió artículos contra la causa republicana. En 1814 regresó a Venezuela y al año siguiente redactó de nuevo La Gazeta de Caracas (1815-1821), manifestando sus ideas contrarias a la causa independentista. 
En 1814 fue nombrado secretario de Gobierno y en 1816 fue nombrado Caballero de la Orden de Isabel la Católica por sus servicios a la causa realista. También fue secretario particular del general Pablo Morillo en Venezuela. En 1821 huyó a Puerto Rico ante el acoso de las tropas de José Francisco Bermúdez y quemó una serie de documentos requisados a Bolívar. 
En esta isla desempeñó los cargos de intendente de la Real Hacienda y protector de la Sociedad de Amigos del País bajo el mandato del general Miguel de la Torre. Luego se trasladó a España, coincidiendo su llegada con el reconocimiento de la independencia de Venezuela por parte de España, mediante el Tratado de Paz y Amistad de 1845. En Cádiz fue acusado por la prensa de «Enemigo público de la Constitución». Como historiador escribió Recuerdos sobre la rebelión de Caracas (enlace roto disponible en Internet Archive; véase el historial, la primera versión y la última). (Madrid: Imprenta de D. León Amarita, 1829). Es padre del dramaturgo romántico español José María Díaz.
Fue gracias a José Domingo Díaz que se conoció la célebre frase de Bolívar: «Si la naturaleza se opone, lucharemos contra ella y haremos que nos obedezca», cuando el terremoto de 1812, palabras que el mismo José Domingo Díaz calificó de «impías y blasfemas», para acusar a Bolívar de herejía y ateísmo en su larga lucha ideológica contra los independentistas. Bolívar, indignado le pidió «... que regresara al África». Díaz fue el primer venezolano que llegó a ser célebre gracias a la prensa.